# Babîci, Radehiv
Babîci (în ucraineană Бабичі) este un sat în comuna Vuzlove din raionul Radehiv, regiunea Liov, Ucraina.

## Demografie
Componența lingvistică a localității Babîci
     Ucraineană (99,44%)
     Alte limbi (0,56%)
Conform recensământului din 2001, majoritatea populației localității Babîci era vorbitoare de ucraineană (99,44%), existând în minoritate și vorbitori de alte limbi.